# 카파도차
카파도차(이탈리아어: Cappadocia)는 이탈리아 아브루초주 라퀼라도에 있는 코무네이다.